# 3.ª Flotilha de Combate Naval
A 3ª Flotilha de Combate Naval (em sueco: Tredje sjöstridsflottiljen; também designado pela sigla 3. sjöstridsflj) é uma unidade de combate da Marinha da Suécia estacionada em Karlskrona, uma cidade do sul do país, localizada junto ao Mar Báltico.

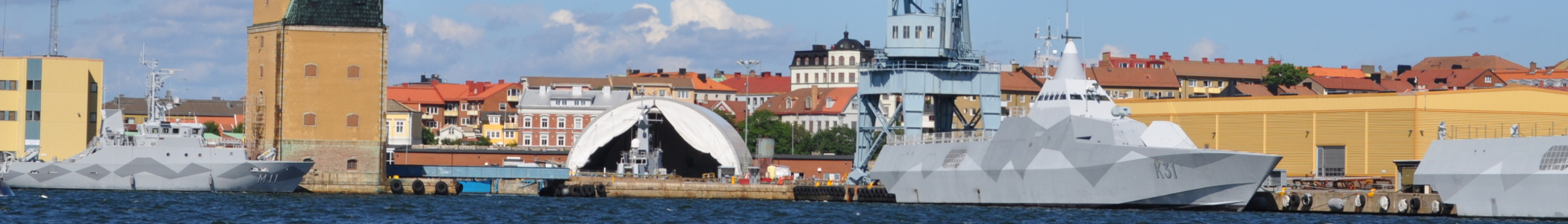

A  flotilha está vocacionada para vigiar e defender em qualquer altura o território sueco, tendo capacidade para atacar alvos à superfície e alvos submarinos, tanto na Suécia como no estrangeiro.
Igualmente desenvolve recolha de informação, remoção de minas e vigilância e defesa das fronteiras e águas suecas.

A unidade é constituída por uma Divisão de Corvetas, uma Divisão de Draga-minas e uma Divisão de Apoio Logístico.

O seu pessoal é constituído por 450 efetivos, incluindo oficiais profissionais, militares em serviço permanente e funcionários civis.

Unidades de combate
A flotilha dispõe de várias unidades de combate (krigsförband):

- 31ª Divisão de Corvetas
- 33ª Divisão de Desminagem
- Comando de combate naval

Navios da flotilha
A 3ª Flotilha de Combate Naval dispõe de vários navios:

- Divisão de Corvetas:
  - HMS Stockholm (P11) – Patrulha da Classe Stockholm
  - HMS Malmö (P12) – Patrulha da Classe Stockholm
  - HMS Nyköping (K34) - Corveta da Classe Visby
  - HMS Karlstad (K35) - Corveta da Classe Visby
  - HMS Visby (K31) - Corveta da Classe Visby
- Divisão de Draga-minas: 
  - HMS Vinga (M75) - Draga-minas da Classe Koster
  - HMS Ulvön (M77) - Draga-minas da Classe Koster
  - HMS Sturkö (M14) - Navio de mergulhadores de remoção de minas da Classe Spårö
- Divisão de Apoio Logístico:
  - HMS Carlskrona (P04) - Navio de apoio logístico (alimentos, combustíveis e peças de reserva), com capacidade de albergar helicópteros
- Comando de combate naval

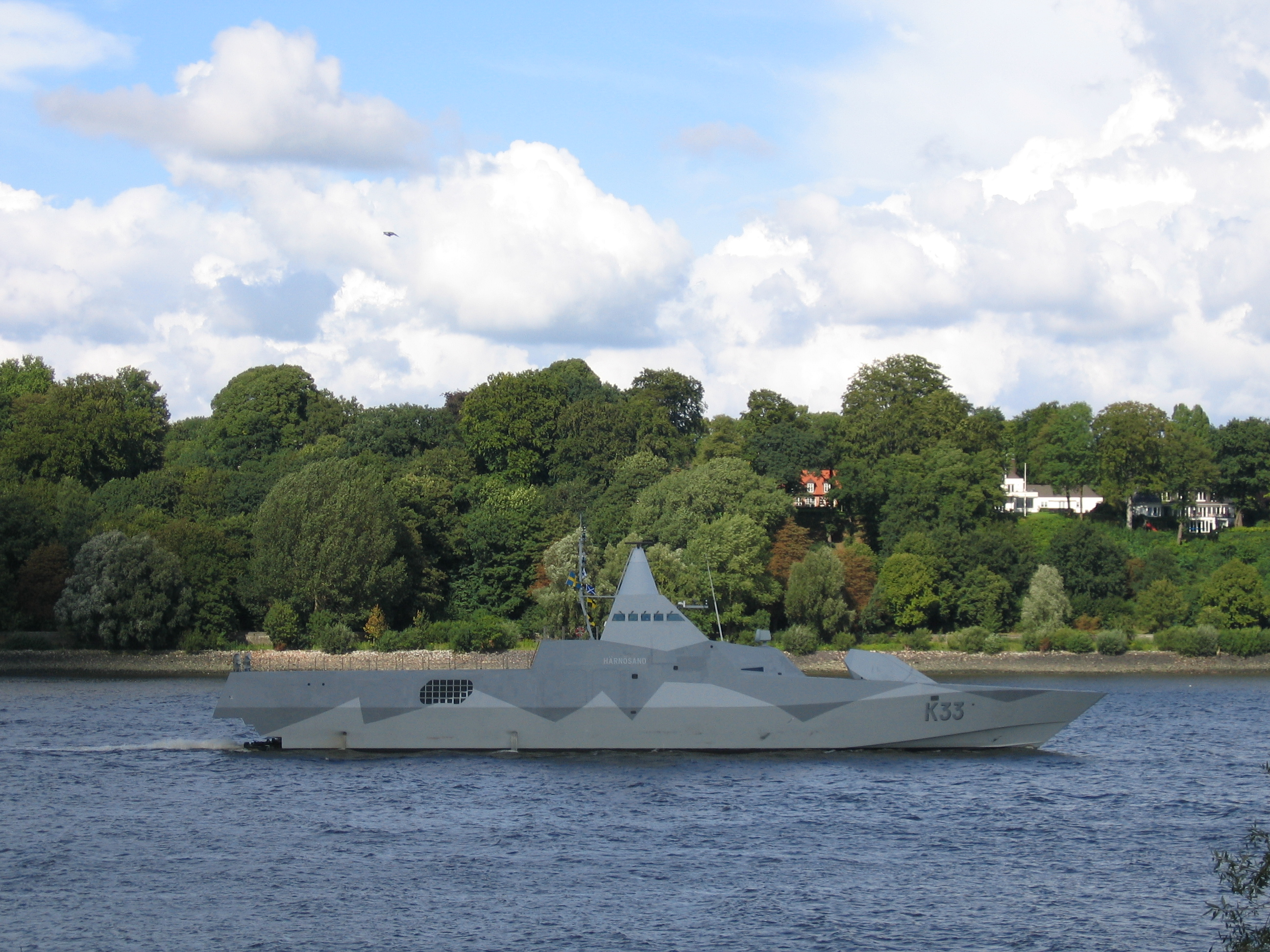
Corveta HMS Härnösand
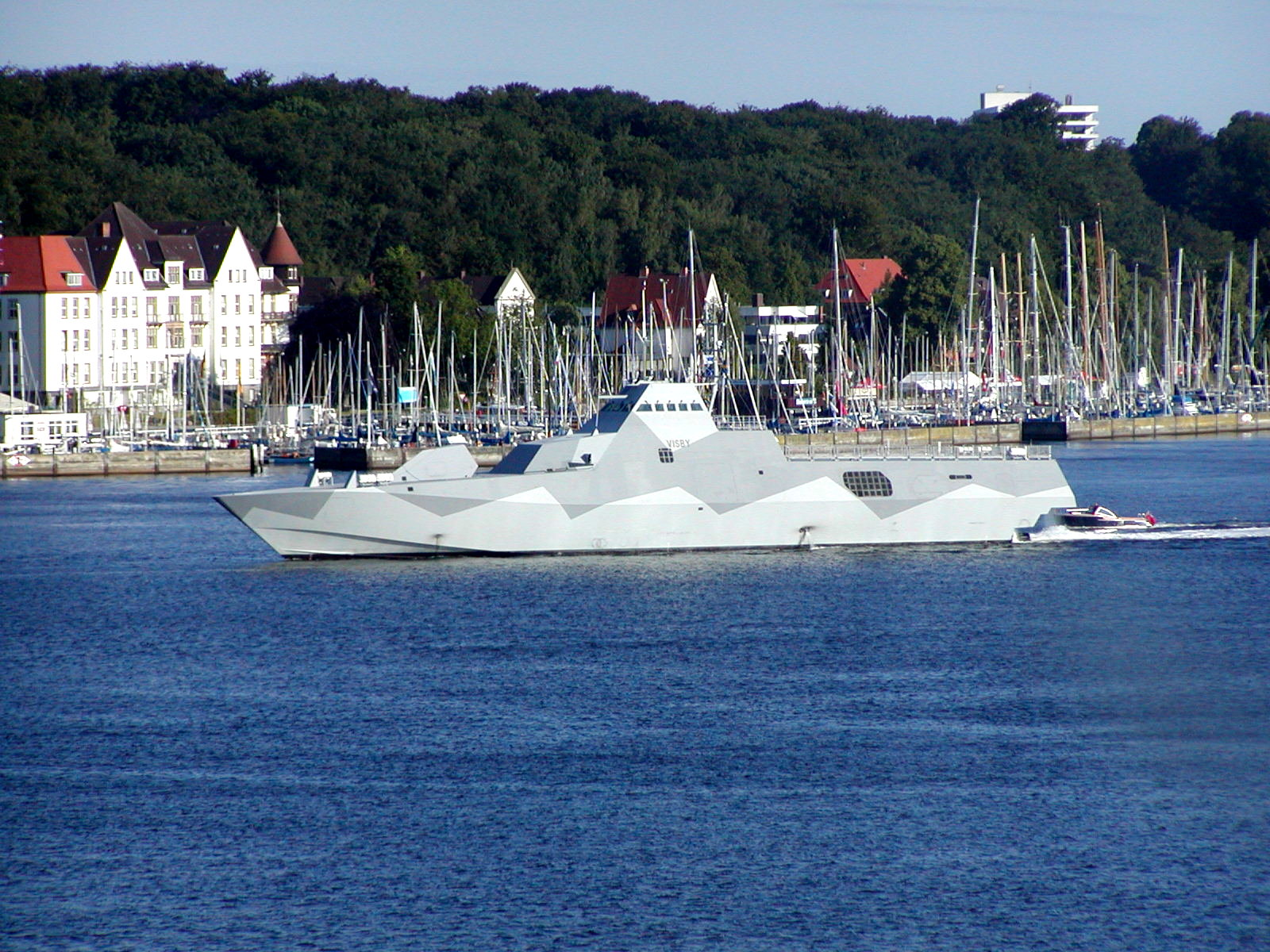
Corveta HMS Visby
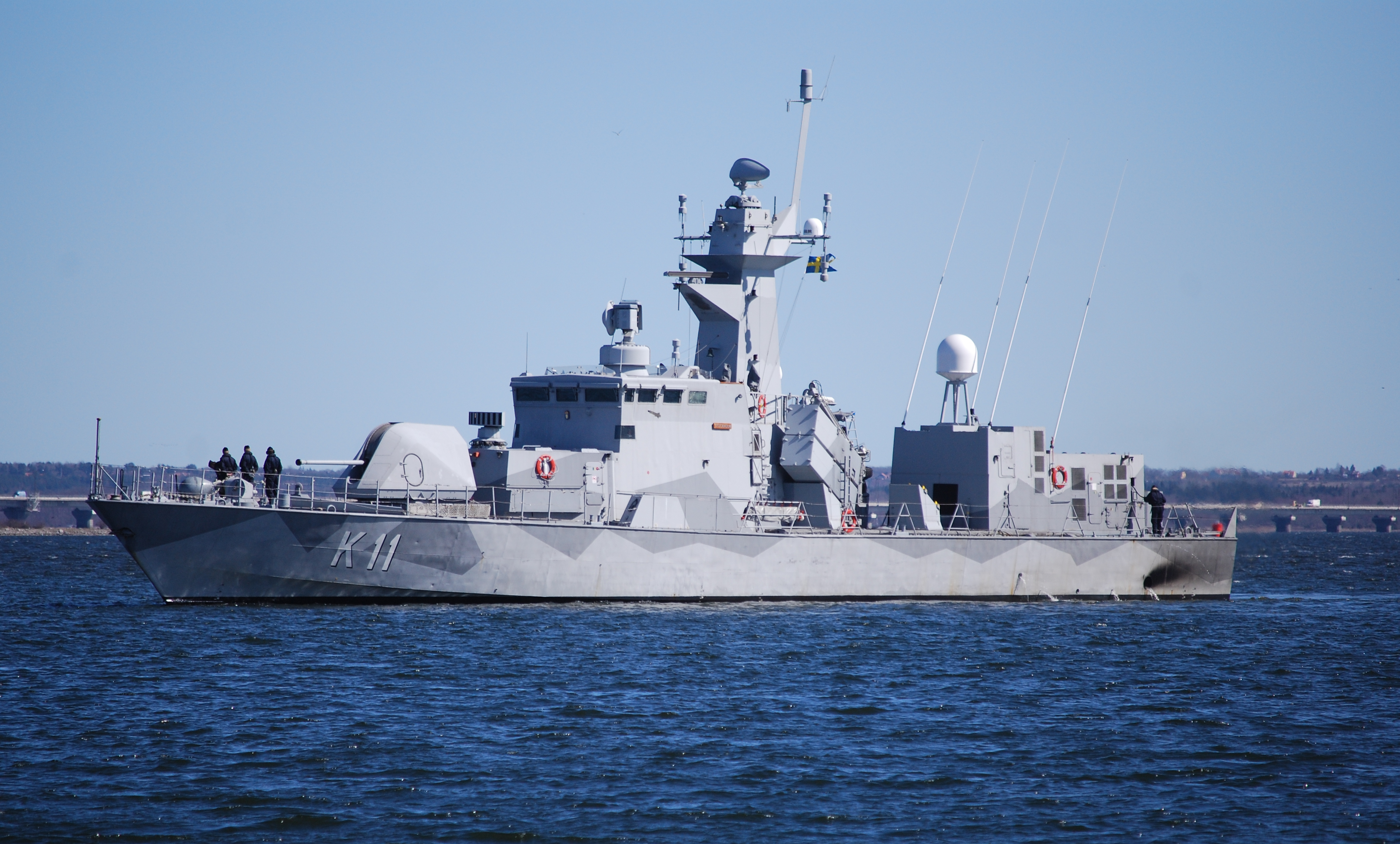
Patrulha HMS Stockholm
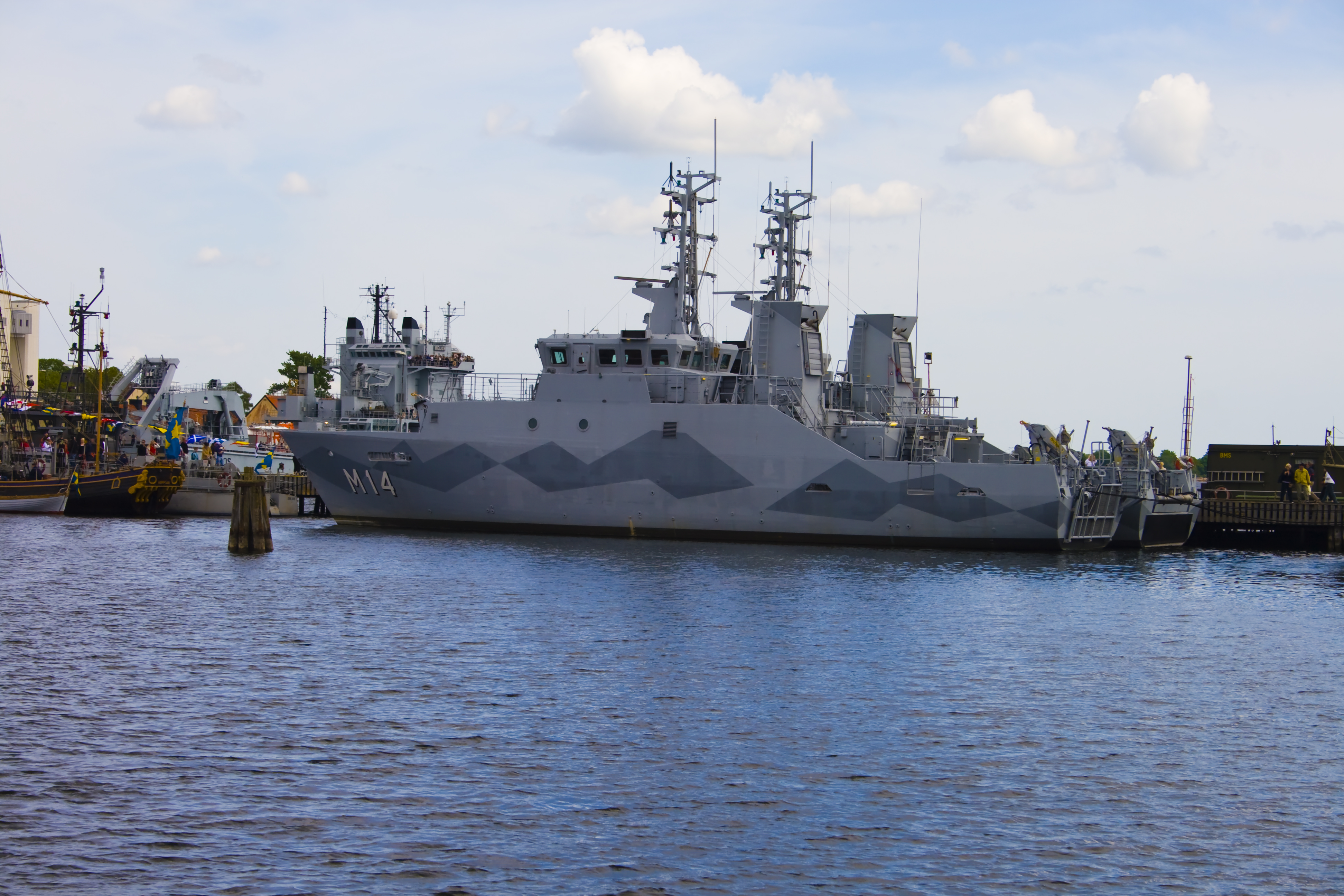
Navio de mergulhadores de remoção de minas HMS Sturkö